# Maison Masson-Wald
Le maison Masson-Wald est un édifice situé dans la ville de Fraize, dans les Vosges en région Grand Est.

## Histoire
La maison a été édifiée dans la 1re moitié du XVIIIe siècle, a été remaniée en partie en 1812 selon la date portée par le linteau de la porte piétonne sur l'élévation ouest et a subi d'importants travaux entre 1836 et 1856.
Ancienne officine qui fut tenue par des chirurgiens-herboristes, représentative de la thérapeutique en milieu rural aux XVIIIe siècle et XIXe siècle.
Elle possède un ensemble de pots à pharmacie, en verre soufflé ou moulé, regroupés en deux catégories : avec étiquettes ornées de gravures et d'une bordure rouge et avec étiquettes de l'Hôpital militaire d'instruction classés au titre objet.
Maison bourgeoise, d'un type urbain, exceptionnel dans les Hautes-Vosges, qui s'explique par l'activité des anciens propriétaires, elle est inscrite au titre des monuments historiques par arrêté du 22 septembre 1995.
Propriété de la ville de Fraize après la donation effectuée par Hélène Wald en 1994, la maison est réhabilitée et inaugurée en 2006. Depuis cette date, elle abrite la crèche et halte-garderie associative, la bibliothèque municipale, et un espace d'exposition en sous-sol.